# Campeonato Paraibano de Futebol de 2024 - Segunda Divisão
O Campeonato Paraibano de Futebol de 2024 da Segunda Divisão foi a 39 ª edição do torneio de futebol equivalente ao segundo nível na pirâmide do futebol do estado da Paraíba, cuja organização e realização coube à Federação Paraibana de Futebol (FPF). O Conselho Técnico da competição foi realizado em 14 de junho juntamente com a FPF e representantes dos clubes participantes, no qual foi definido o formato de disputa, a tabela e as datas da competição, tendo ela ocorrido entre 21 de agosto e 9 de outubro de 2024.
Dez clubes participaram do campeonato, que dava acesso ao campeão e ao vice à Primeira Divisão de 2025, enquanto que os dois últimos colocados da fase inicial foram rebaixados à Terceira Divisão estadual. O atual campeão do torneio era o Atlético Cajazeirense, que havia vencido a temporada de 2023, contudo não disputou o campeonato por ter sido promovido à Primeira Divisão de 2024, dessa forma, coube ao Auto Esporte-PB levantar a taça de campeão estadual pela terceira vez, ao derrotar o Esporte-PB na final mediante cobrança de pênaltis.
O  Internacional-PB , que no início do campeonato enfrentava um imbróglio na Justiça acerca das eleições internas do clube, foi punido pela Federação Paraibana de Futebol em 20 de agosto com a exclusão do clube do campeonato, sendo anotada a vitória por W.O. pelo placar clássico de 3–0 para a equipe enfrentante e consequente rebaixamento do clube à Terceira Divisão, o outro clube rebaixado foi o  Sport-PB , que derrotado pelo Picuiense na penúltima rodada não tinha mais como ultrapassar nenhum de seus adversários na última rodada da primeira fase.

## Transmissão
Um acordo realizado entre a Federação Paraibana, os clubes e o Jornal da Paraíba assegurou a transmissão gratuita dos jogos do campeonato via streaming do Jornal da Paraíba. A primeira partida a ser transmitida foi o confronto envolvendo Spartax e Cruzeiro-PB pela segunda rodada da primeira fase, a partir de então, todos os demais jogos do torneio terão transmissão pelo mesmo meio de comunicação.

## Regulamento
O regulamento da competição foi semelhante ao da última edição, em que o certame foi disputado em quatro fases: primeira fase (fase classificatória), quartas de final, semifinal e final. Na primeira fase, os dez clubes jogam entre si em partida de ida (turno único), ao final da fase, os dois melhores colocados se classificarão diretamente para a fase semifinal, enquanto que os 3º, 4º, 5º e 6º lugares se classificam para a fase quartas de final, ao mesmo tempo em que os dois últimos posicionados serão rebaixados para a Terceira Divisão em 2025.
Nas quartas de finais, os confrontos serão definidos por cruzamento olímpico (3 ° x 6 ° e o 4 ° x 5 °), onde as equipes jogarão um jogo único com a vantagem do mando de jogo para a equipe de melhor campanha, em que as melhores equipes dos confrontos realizados avançarão para a fase semifinal. Na fase semifinal, as quatro equipes classificadas disputarão no seguinte modelo: 1 ° x 3 ° ou 6 ° e o 2 ° x 4 ° ou 5 °, os quais farão jogos de ida e volta com a vantagem do mando de jogo na volta para a equipe de melhor campanha, onde as vencedoras dos confrontos se classificarão para a final e garantirão vaga para a Primeira Divisão em 2025.
Na fase final, as equipes vencedoras dos confrontos das semifinais se enfrentarão em jogo único com mando de campo para a equipe de melhor campanha somando todas as fases (exceto a segunda fase), em caso de empate a decisão do título será através de cobranças de pênaltis.

## Equipes participantes

### Promovidos e rebaixados
| Pos. | Rebaixados da Primeira Divisão 2023 |
| ---- | ----------------------------------- |
| 9º   | Queimadense                         |
| 10º  | Auto Esporte-PB                     |

| Pos. | Promovido da Segunda Divisão 2023 |
| ---- | --------------------------------- |
| 1º   | Atlético Cajazeirense             |
| 2º   | Pombal                            |

| Pos. | Rebaixados da Segunda Divisão 2023 |
| ---- | ---------------------------------- |
| 9º   | Sabugy                             |
| 10º  | Perilima                           |

| Pos. | Promovido da Terceira Divisão 2023 |
| ---- | ---------------------------------- |
| 1º   | Cruzeiro-PB                        |
| 2º   | Internacional-PB                   |

### Informações das equipes
| Aumento | Equipe promovida da Terceira Divisão 2023 |
| Baixa   | Equipe rebaixada da Primeira Divisão 2023 |

## Primeira Fase
| Pos | Equipe               | Pts | J | V | E | D | GP | GC | SG  | Classificação ou rebaixamento    |
| --- | -------------------- | --- | - | - | - | - | -- | -- | --- | -------------------------------- |
| 1   | Esporte-PB           | 25  | 9 | 8 | 1 | 0 | 20 | 1  | +19 | Semifinal                        |
| 2   | Auto Esporte-PB      | 23  | 9 | 7 | 2 | 0 | 20 | 3  | +17 | Semifinal                        |
| 3   | Spartax              | 16  | 9 | 5 | 1 | 3 | 15 | 9  | +6  | Quartas de final                 |
| 4   | Queimadense          | 13  | 9 | 4 | 1 | 4 | 19 | 13 | +6  | Quartas de final                 |
| 5   | Cruzeiro-PB          | 13  | 9 | 4 | 1 | 4 | 12 | 10 | +2  | Quartas de final                 |
| 6   | Picuiense            | 13  | 9 | 4 | 1 | 4 | 11 | 14 | −3  | Quartas de final                 |
| 7   | Desportiva Guarabira | 11  | 9 | 3 | 2 | 4 | 8  | 19 | −11 |                                  |
| 8   | Confiança-PB         | 10  | 9 | 3 | 1 | 5 | 12 | 13 | −1  |                                  |
| 9   | Sport-PB             | 6   | 9 | 2 | 0 | 7 | 6  | 14 | −8  | Rebaixados à 3.ª Divisão de 2025 |
| 10  | Internacional-PB     | 0   | 9 | 0 | 0 | 9 | 0  | 27 | −27 | Rebaixados à 3.ª Divisão de 2025 |

### Partidas

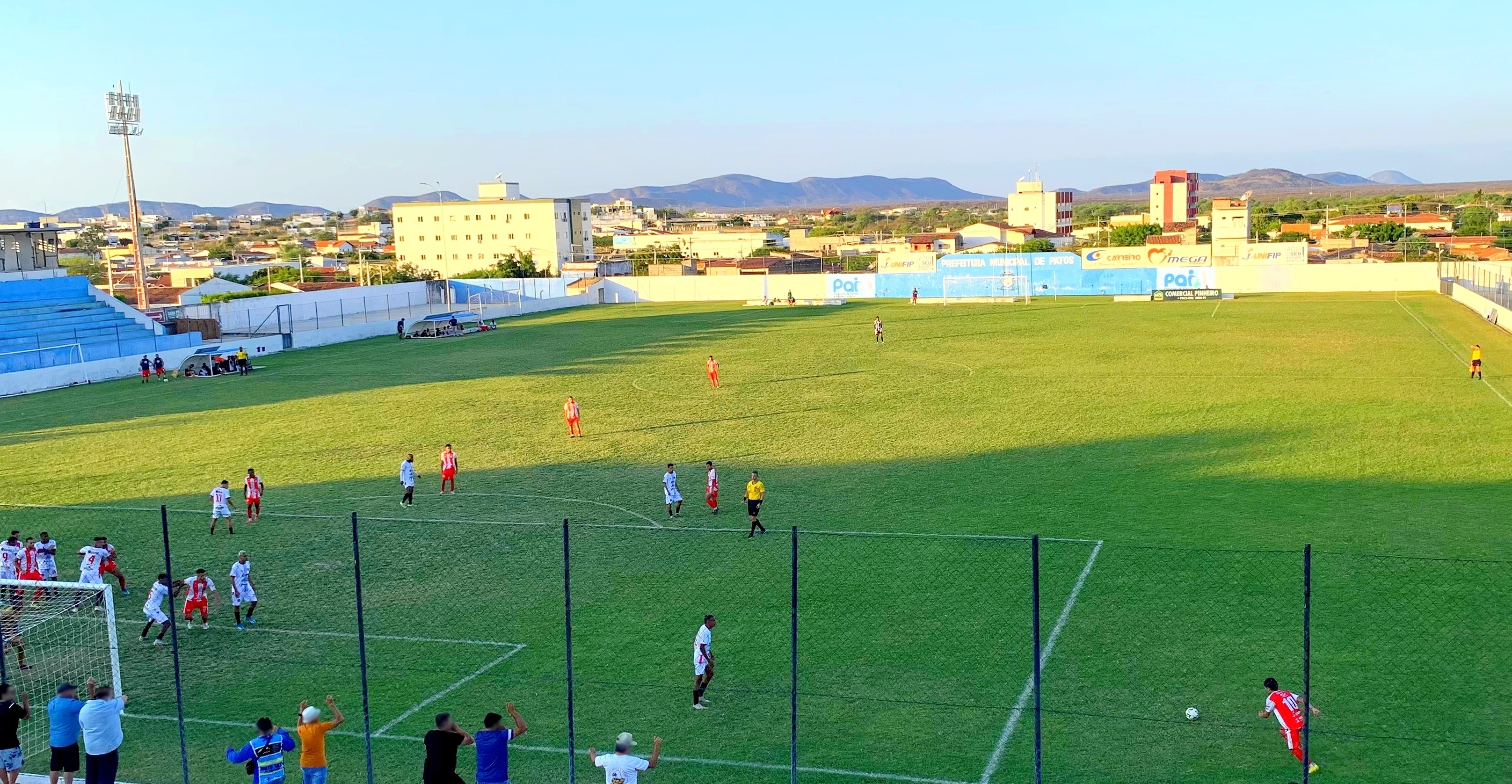
Duelo entre Esporte e Confiança.

A tabela simples dos confrontos dos clubes na primeira fase foi definida por meio de sorteio e divulgada pela Federação em 03 de julho, já em 12 de agosto, a FPF divulgou uma segunda tabela, mais detalhada, contendo as partidas das primeiras quatro rodadas da primeira fase. A tabela referente aos detalhes das últimas rodadas da promeira fase foi divulgada pela Federação Paraibana em 29 de agosto, confirmando os horários da quinta à nona rodada. Todas as datas estão no horário local, que segue o horário de Brasília (UTC-03:00).
Primeira rodada
| 21 de agosto | 15:00 | Confiança-PB | 0–1 | Spartax | Toca do Papão, Sapé |

| 21 de agosto | 20:15 | Auto Esporte-PB | 2–1 | Sport-PB | Almeidão, João Pessoa |

| 22 de agosto | 20:00 | Picuiense | 1–3 | Desportiva Guarabira | Amigão, Campina Grande |

| 5 de setembro | 20:00 | Esporte-PB | 2–0 | Cruzeiro-PB | José Cavalcanti, Patos |

|  |  | Internacional-PB | W.O. | Queimadense |  |

Segunda rodada
| 24 de agosto | 15:00 | Sport-PB | 0–1 | Confiança-PB | Carneirão, Cruz do Espírito Santo |

| 25 de agosto | 15:00 | Queimadense | 0–0 | Picuiense | Saulo Ernesto, Queimadas |

| 25 de agosto | 16:00 | Auto Esporte-PB | 4–0 | Desportiva Guarabira | Almeidão, João Pessoa |

| 26 de agosto | 15:00 | Spartax | 4–2 | Cruzeiro-PB | Almeidão, João Pessoa |

|  |  | Internacional-PB | W.O. | Esporte-PB |  |

Terceira rodada
| 28 de agosto | 15:00 | Confiança-PB | 0–1 | Queimadense | Toca do Papão, Sapé |

| 28 de agosto | 20:00 | Picuiense | 0–4 | Auto Esporte-PB | Amigão, Campina Grande |

| 29 de agosto | 16:00 | Desportiva Guarabira | 0–0 | Spartax | Sílvio Porto, Guarabira |

| 29 de agosto | 19:30 | Esporte-PB | 2–0 | Sport-PB | José Cavalcanti, Patos |

|  |  | Cruzeiro-PB | W.O. | Internacional-PB |  |

Quarta rodada
| 1 de setembro | 15:00 | Desportiva Guarabira | 0–2 | Esporte-PB | Sílvio Porto, Guarabira |

| 1 de setembro | 15:00 | Sport-PB | 2–1 | Queimadense | Carneirão, Cruz do Espírito Santo |

| 2 de setembro | 19:00 | Picuiense | 3–2 | Confiança-PB | Amigão, Campina Grande |

| 2 de setembro | 19:00 | Cruzeiro-PB | 0–1 | Auto Esporte-PB | Zezão, Itaporanga |

|  |  | Spartax | W.O. | Internacional-PB |  |

Quinta rodada
| 7 de setembro | 15:00 | Confiança-PB | 5–0 | Desportiva Guarabira | Toca do Papão, Sapé |

| 8 de setembro | 15:00 | Queimadense | 3–2 | Cruzeiro-PB | Saulo Ernesto, Queimadas |

| 8 de setembro | 17:00 | Esporte-PB | 4–1 | Picuiense | José Cavalcanti, Patos |

| 9 de setembro | 20:15 | Auto Esporte-PB | 2–0 | Spartax | Almeidão, João Pessoa |

|  |  | Internacional-PB | W.O. | Sport-PB |  |

Sexta rodada
| 11 de setembro | 15:00 | Desportiva Guarabira | 1–0 | Sport-PB | Sílvio Porto, Guarabira |

| 11 de setembro | 19:00 | Cruzeiro-PB | 2–0 | Confiança-PB | Zezão, Itaporanga |

| 11 de setembro | 20:15 | Esporte-PB | 1–0 | Queimadense | José Cavalcanti, Patos |

| 12 de setembro | 15:00 | Spartax | 0–1 | Picuiense | Almeidão, João Pessoa |

|  |  | Internacional-PB | W.O. | Auto Esporte-PB |  |

Sétima rodada
| 14 de setembro | 15:00 | Sport-PB | 0–2 | Cruzeiro-PB | Carneirão, Cruz do Espírito Santo |

| 15 de setembro | 15:00 | Confiança-PB | 1–1 | Auto Esporte-PB | Toca do Papão, Sapé |

| 15 de setembro | 15:00 | Queimadense | 7–1 | Desportiva Guarabira | Saulo Ernesto, Queimadas |

| 16 de setembro | 15:00 | Spartax | 0–1 | Esporte-PB | Almeidão, João Pessoa |

|  |  | Picuiense | W.O. | Internacional-PB |  |

Oitava rodada
| 18 de setembro | 15:00 | Desportiva Guarabira | 0–0 | Cruzeiro-PB | Sílvio Porto, Guarabira |

| 18 de setembro | 20:15 | Picuiense | 2–0 | Sport-PB | Amigão, Campina Grande |

| 19 de setembro | 15:00 | Queimadense | 3–4 | Spartax | Saulo Ernesto, Queimadas |

| 19 de setembro | 20:15 | Auto Esporte-PB | 0–0 | Esporte-PB | Almeidão, João Pessoa |

|  |  | Confiança-PB | W.O. | Internacional-PB |  |

Nona rodada
| 22 de setembro | 15:00 | Sport-PB | 0–3 | Spartax | Carneirão, Cruz do Espírito Santo |

| 22 de setembro | 15:00 | Esporte-PB | 5–0 | Confiança-PB | José Cavalcanti, Patos |

| 22 de setembro | 15:00 | Cruzeiro-PB | 1–0 | Picuiense | Zezão, Itaporanga |

| 22 de setembro | 15:00 | Auto Esporte-PB | 3–1 | Queimadense | Almeidão, João Pessoa |

|  |  | Internacional-PB | W.O. | Desportiva Guarabira |  |

## Fase final
|  | Quartas de final | Quartas de final | Quartas de final |  |  | Semifinais | Semifinais      | Semifinais | Semifinais | Semifinais |  |  | Final | Final                 | Final |
|  |                  |                  |                  |  |  |            |                 |            |            |            |  |  |       |                       |       |
|  |                  |                  |                  |  |  | 1º         | Esporte-PB      | 2          | 1          | 3          |  |  |       |                       |       |
|  | 4º               | Queimadense      | 2                |  |  | 5º         | Cruzeiro-PB     | 1          | 1          | 2          |  |  |       |                       |       |
|  | 5º               | Cruzeiro-PB      | 4                |  |  |            |                 |            |            |            |  |  | 2º    | Esporte-PB            | 0 (4) |
|  |                  |                  |                  |  |  |            |                 |            |            |            |  |  | 1º    | Auto Esporte-PB (pen) | 0 (5) |
|  |                  |                  |                  |  |  | 2º         | Auto Esporte-PB | 1          | 3          | 4          |  |  |       |                       |       |
|  | 3º               | Spartax          | 1                |  |  | 6º         | Picuiense       | 0          | 0          | 0          |  |  |       |                       |       |
|  | 6º               | Picuiense        | 2                |  |  |            |                 |            |            |            |  |  |       |                       |       |